# Développement intégré
Le développement intégré est une approche particulière de l'aide au développement qui consiste à intégrer toutes les causes d'un problème dans une réponse complète. 
Cette approche holistique de l'aide au développement consiste alors à conjuguer plusieurs programmes d'appui et non pas seulement à apporter une réponse sectorielle à un problème de sous-développement.

## Cadre de développement intégré
Depuis les années 1990, la conception de l'aide au développement a évolué vers de nouvelles stratégies recherchant plus d'efficacité dans l'aide apportée aux populations locales des pays du Sud pour lutter contre la pauvreté. On parle depuis d'un cadre de développement intégré dont voici les composantes essentielles :
- les stratégies d'aide au développement doivent être globales, soit une approche plus holistique;
- les projets doivent s'inscrire dans une démarche de développement durable et intégrer une vision à long terme des projets de développement;
- l'aide doit s'inscrire sur une durée limitée et le désengagement de l'aide extérieure doit être intégré au projet dès sa conception;
- les acteurs locaux, les bénéficiaires et toutes les parties concernées doivent être consultées et engagées dans le projet à travers une approche participative;
- le développement intégré se concentre moins sur la macroéconomie et plus sur la microéconomie que les approches classiques de l'aide au développement;
- les actions se font à un niveau local en utilisant des outils de démocratie participative.

## Effets du développement intégré
Le développement intégré favorise des effets à long terme et vise l'autonomie des bénéficiaires de l'aide au développement. Il vise une amélioration globale de la situation et favorise ainsi les domaines de l'éducation, de la formation professionnelle, de la santé, du respect des droits humains, de l'environnement et développe si nécessaire des infrastructures adéquates.